# Luigi Marchesi
Luigi Marchesi (Milano, 8 agosto 1754 – Inzago, 14 dicembre 1829) è stato un cantante castrato italiano (soprano).

## Biografia
Iniziò gli studi a Bologna, per poi entrare nel coro del Duomo di Milano nel 1765. Fece il suo debutto nell'opera nel 1774, a Roma, al Teatro delle Dame, in un ruolo femminile, in una ripresa de La serva padrona di Giovanni Battista Pergolesi. Nel 1782 cantò a Torino ne Il trionfo della pace di Bianchi, compositore oggi sconosciuto, con enorme successo: divenne infatti musicista del re di Sardegna, con una retribuzione di 1500 lire piemontesi e il permesso di recarsi per 9 mesi all'anno all'estero. In effetti, Marchesi nel 1785 si spinse fino a San Pietroburgo, ma, spaventato dal clima troppo rigido, tornò indietro, a Vienna fino al 1788, quindi a Londra, dove la sua fama raggiunse l'apice e venne proclamato il più grande cantante del suo tempo. Un cronista del tempo, Lord Mount Edgcumbe, così descrive l'impressione suscitata da Marchesi nella capitale inglese:
Nel 1796 Marchesi si rifiutò di cantare per Napoleone, quando questi entrò in Milano: per questo gesto venne onorato come un eroe nazionale dal pubblico, come scrive Vernon Lee: "La società italiana più frivola chiacchierava, danzava, adorava il Marchesi, che addirittura venne incitato dall'Alfieri ad agganciarsi l'elmetto e a marciare contro l'invasore francese, anche se solamente col canto".
Marchesi cantò anche nella Ginevra di Scozia di Mayr per l'inaugurazione del Teatro Nuovo di Trieste (1801). La sua carriera proseguì fino al 1806, quando si ritirò dalla scena e si trasferì nella sua villa a Inzago, dove morì nel 1829, sebbene ogni tanto anche dopo il suo ritiro organizzasse dei concerti privati, alcuni a scopo di beneficenza.
Oltre all'attività di cantante, Marchesi era anche compositore: a Londra pubblicò un volume di Ariette italiane e alcuni solfeggi.
Di aspetto molto piacevole, Marchesi era noto per essere adorato dalle donne. Durante la sua permanenza a Londra, Maria Cosway, moglie del pittore Richard Cosway, lasciò marito e figli per seguirlo in giro per l'Europa per anni. Nel 1791 circolò la falsa notizia che fosse stato avvelenato da un marito geloso.
Allo stesso tempo, il cantante era famoso per i suoi capricci e il suo temperamento turbolento: ad esempio, pretendeva che la sua entrata in scena avvenisse sempre, indipendentemente dall'opera o dal personaggio che interpretava, scendendo a cavallo da una collina, con un elmo a piume sgargianti pluricolorate lunghe almeno un metro, con un allegro suono di trombe e cantando la sua aria preferita, Mia speranza, io pur vorrei, espressamente per lui scritta da Giuseppe Sarti; anche la rivalità con gli altri cantanti raggiungeva livelli molto accesi, soprattutto, nel 1790, a Venezia, con il celebre soprano portoghese Luísa Todi.
Massone, era membro della Loggia milanese "La Concordia".